# Donner, Blitz und Sonnenschein

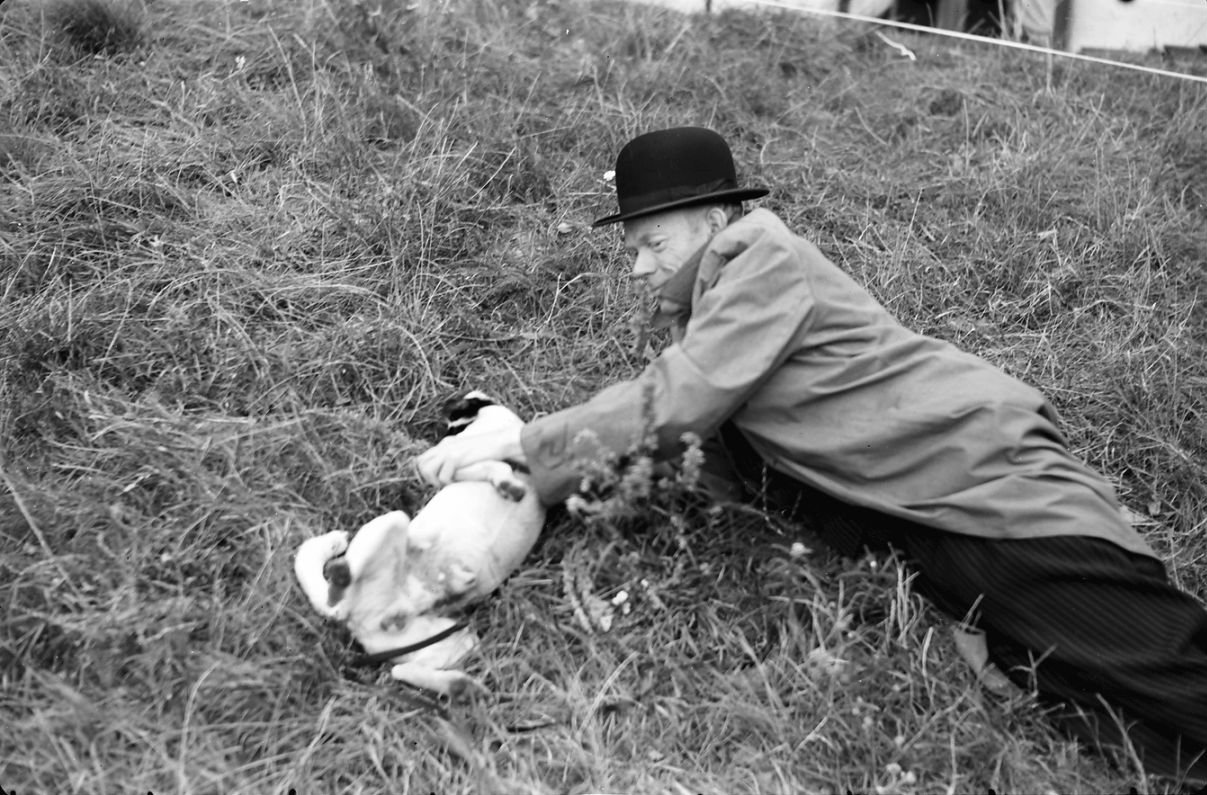
Karl Valentin mit seinem Hund Bopsi in einer Drehpause zu dem Film Donner, Blitz und Sonnenschein in Berlin-Marienfelde

Donner, Blitz und Sonnenschein ist ein Spielfilm von Erich Engels mit Karl Valentin und Liesl Karlstadt in den Hauptrollen. Die Premiere dieses bayerischen Schwanks erfolgte am 30. Oktober 1936 in München, am 22. Dezember 1936 war die Berliner Erstaufführung.

## Handlung
Großbauer Jacob Greizinger und der Schneider Huckebein sind im Zwist. Der Schneider, der sich in ständiger Geldnot befindet, schuldet Greizinger noch 100 Reichsmark. Insgeheim hofft der Bauer, dass der Schneider ihm die 100 Mark nicht zurückzahlen kann, denn dann würde dessen Haus zwangsversteigert werden. Greizinger wittert dabei ein schönes Geschäft. Es hilft auch nichts, dass Greizingers Sohn Andreas beim Vater um Gnade für Huckebein bittet. Seine Intervention hat einen guten Grund, denn Greizinger junior ist verliebt in Huckebeins Tochter Evi.
Eines Tages wird Greizinger ein falscher 100-Mark-Schein angedreht, dann läuft eine Gemeinderatssitzung nicht in seinem Sinne, und schließlich ist seine Weste auch noch beim letzten feuchtfröhlichen Beisammensein so in Mitleidenschaft gezogen worden, dass sie zum Schneider gebracht werden muss. Als Huckebein den falschen Geldschein findet, kämpft er mit sich, aber nur kurz. Dann steckt er, ein wenig alkoholisiert, die Banknote zurück in die Weste, aber in die falsche, weil sein Geselle Franzl und Huckebeins Frau mittlerweile die Werkstatt ein wenig aufgeräumt und an die Stelle von Greizingers Weste den auszubessernden Anzug des Tanzlehrers Sonnweber hingehängt haben.
Als Sonnweber von Franzl erfährt, wie finanziell klamm die Huckebeins sind, gibt er ihnen den von ihm freudestrahlend entdeckten Hunderter zurück und ein paar gute Ratschläge obendrauf. Als Greizinger erscheint, in der Hoffnung, Huckebein endlich das Haus abluchsen zu können, ist er ungehalten, als ihm der Schneider den falschen Hunderter (von dem er nicht weiß, dass es eigentlich sein falscher Hunderter ist) als Rückzahlung in die Hand drückt. 
Das Missvergnügen Greizingers bringt Huckebeins Gesellen auf eine Idee. Man müsste dem Großbauern mal so richtig eins auswischen. Und er schlägt seinem Meister vor, man solle dem Greizinger stecken, dass auf Huckebeins Grundstück Jodwasser gefunden worden sei, mit dem man ein dickes Geschäft machen könne und das die Nachbargemeinde Altenbrunn bereits zu neuem Wohlstand gebracht habe. Zum Beweis des Fundes drückt Franzl dem Großbauern eine Flasche mit Jodwasser in die Hand … angeblich direkt von einer Quelle auf Huckebeins Grundstück.
Greizinger gibt sich auf einmal unglaublich freundlich gegenüber seinem alten Widersacher. Er gibt ihm sogar die 100 Reichsmark zurück und fragt ihn schließlich, ob er sein Grundstück nicht an ihn verkaufen wolle. Unter Alkoholeinfluss hat sich Greizinger bis auf 10.000 Reichsmark hochhandeln lassen, als dem Gehilfen Franzl ein wenig das schlechte Gewissen zu plagen beginnt und er den Verkauf in letzter Sekunde verhindern will. Doch das Geschäft ist bereits unter Dach und Fach. 
Als Greizinger später von einem beauftragten Chemiker erfährt, dass er hereingelegt wurde, will er das Geschäft rückgängig machen. Während eines fröhlichen Besäufnisses mit seinem neuen „Freund“ Huckebein brüllt Greizinger den Schneider an: Dieser sei ein Betrüger und er werde ihn vor Gericht zerren. Jetzt will Greizinger auch nicht einmal mehr die Zeche anlässlich der soeben schlagartig beendeten Verbrüderung bezahlen. Schneider Huckebein bleibt nichts anderes übrig, als das Sektgelage aus eigener Tasche zu begleichen – mit dem zurückgegebenen, falschen Hundertmarkschein.
Nach ständigem Besitzerwechsel fliegt die Blüte auf, und Huckebein muss die Nacht in einer Gefängniszelle verbringen. Am nächsten Tag werden die Familie Huckebein, Franzl und Herr Sonnweber vom Polizeikommissar in dieser Angelegenheit vernommen. Recht bald stellt sich Huckebeins Unschuld heraus. 
Derweil fängt Franzl den Chemiker ab, der mit einer freudigen Nachricht zu Bauer Greizinger unterwegs ist. Von ihm erfährt er, dass bei Bodenproben statt Jod eine eisenhaltige Ader auf Huckebeins ehemaligem Grundstück gefunden worden sei. Franzl schickt den Chemiker in ein Café und informiert heimlich seinen Meister, dass sein Ex-Grundstück tatsächlich ein wertvolles Mineral enthält. Er solle unbedingt der Rückkaufforderung Greizingers nachkommen! Als Bedingung stellt der Schneider dem Bauern allerdings, einer Verlobung zwischen dessen Sohn Andreas und der Schneiderstochter Evi zuzustimmen. Es kommt zum Geschäft.
Auf dem abendlichen Sommerball wird die anstehende Eheschließung gefeiert, da platzt der Chemiker dazwischen. Freudestrahlend erklärt er seinem Klienten Greizinger, dass das Grundstück, das er so günstig erworben hatte, keine 10.000, sondern sogar gut 100.000 Reichsmark wert sei. Greizinger tobt vor Wut, und die Schneiderfamilie Huckebein ist ein für alle Mal saniert.

## Produktionsnotizen
Gedreht wurde im August und September 1936 im Atelier der Terra Film in Berlin-Marienfelde. Bei der Uraufführung erhielt der Film Jugendverbot.
Es handelte sich um die zweite Zusammenarbeit zwischen Regisseur Engels und dem Komikerduo Valentin/Karlstadt bei einem abendfüllenden Kinospielfilm der vergangenen zwölf Monate. Bereits im Herbst 1935 waren die beiden bayerischen Vollblutkomiker in Engels’ Kirschen in Nachbars Garten aufgetreten.
Hans Leibelt, der in Donner, Blitz und Sonnenschein sein Gegenspieler ist, spielte mit Valentin bereits 1922 in dem grotesken Kurzstummfilm Mysterien eines Frisiersalons.

## Kritik
Das Lexikon des Internationalen Films schrieb: "Harmloser Bauernschwank nach dem Bühnenstück „Der Hunderter im Westentaschl“ von Neal und Ferner, der durch Valentins großartig hintersinnig-destruktive Komik, von Erich Engels gebührend herausgestellt, zu einem Höhepunkt seines Genres wurde."
Im Bayerischen Fernsehen wurde der Film als „derbe Posse“ bezeichnet.
In cinema heißt es: „Harmlose, aber hintersinnige ‘Valentiaden’.“